# 金自點
金 自點（キム・ジャジョム、1588年 - 1652年1月27日）は、李氏朝鮮中期の文官。第16代国王仁祖に仕えた西人派の官僚。本貫は旧安東金氏。

## 生涯
1618年、兵曹佐郎に任命される。西人派に属し仁祖反正に加担、王の光海君を流刑に追い込み、崔鳴吉等と仁祖を擁立し、功績として定社功臣一等となり、洛興君に封じられた。1636年に清が朝鮮の降伏を求めて、侵入（丙子の乱）したため、仁祖の側近として参戦。しかし、朝鮮側が丙子の乱に惨敗した責任として、流刑に処された。
1640年、仁祖の特赦を受け、政界復帰。右議政や謝恩使を歴任後、1644年に左議政に封じられた。自身の孫である金世龍が、仁祖の娘の孝明翁主と婚姻したのを機に、宮廷での影響力を拡大していった。他にも姻戚となった貴人趙氏と共に、対立関係だった昭顕世子と愍懐嬪姜氏夫妻を死に追いやった。この事件後、領議政に封じられる。
1649年に後ろ盾だった仁祖が崩御。孝宗即位後は再び、流刑に処される。1651年に王命により、処刑された。

## 登場作品

### テレビドラマ
- 大命（1981年、KBS、演：キム・ソンチョル）
- 馬医（2012-2013年、MBC、演：クォン・テウォン）
- 花たちの戦い -宮廷残酷史-（2013年、JTBC、演：チョン・ソンモ）
- 三銃士（2014年、tvN、演：パク・ヨンギュ）
- 華政（2015年、MBC、演：チョ・ミンギ）
- ポッサム〜愛と運命を盗んだ男〜（2021年、MBN、演：ヤン・ヒョンミン）